# Тарантулы
Тара́нтулы (лат. Lycosa) — род из семейства пауков-волков. Это крупные (от 2 до 10 см) ядовитые аранеоморфные пауки.
Тарантулы обитают в засушливых районах — степях, пустынях. Днём укрываются в вертикальных норках, глубина которых доходит до 60 см. Ночью выбираются на поверхность и активно перемещаются по земле, охотясь на насекомых. Ловчих сетей они не плетут, паутину используют только в качестве покрытия стен норки и при строительстве яйцевого кокона.
Пауки этого рода обладают высокоразвитыми обонянием и зрительным аппаратом. В верхней части головогруди находятся 8 глаз, из которых 4 образуют прямую линию, а остальные (большего размера) расположены в виде трапеции. Благодаря такому строению органов зрения тарантулу обеспечивается обзор окрестностей на 360°.
В конечностях тарантулов, как и у других пауков, присутствуют только мышцы-сгибатели: разгибание происходит под давлением гемолимфы. Поэтому раненый паук становится вялым и уязвимым. Продолжительность жизни 5—20 лет, но известны случаи в 43 года. 

## Питание
Тарантулы питаются в основном насекомыми: гусеницами, жужелицами, медведками, сверчками, тараканами, жуками и т. д.
Паук подстерегает жертву, сидя в своей норке или свободно перемещаясь по поверхности. Нападая, парализует или убивает ядом.

## Размножение
Размножаются тарантулы в конце лета (конец июля, август). Найдя подходящую норку, самка откладывает яйца и оплетает их паутиной. Формирующийся в результате яйцевой кокон она до вылупления молоди носит на паутинных бородавках. Молодые особи после выхода из яиц некоторое время остаются на брюшке самки.

## Укус
Хотя яд тарантула для некоторых животных смертелен, для жизни человека он опасности не представляет. Укус встречающегося на юге России мизгиря, или южнорусского тарантула (Lycosa singoriensis), по болезненности напоминает укус шершня и вызывает отёк.
Гемолимфа тарантула содержит противоядие к секрету его ядовитых желёз.

## История названия
Существует вид пауков, распространённый в окрестностях города Таранто, ранее Тарентум (Tarentum), которым в XV веке приписывалась причина странной болезни, названной тарантизмом (Tarantism). По древней легенде, этот фатальный недуг развивался после укуса такого паука, и без принятия экстренных мер заболевший был обречён, а единственным, что может спасти его от гибели, считался особый танец — тарантелла.

## Проблемы с переводом термина tarantula
В ряде европейских языков, в частности в английском, словом tarantula называют птицеедов (семейство наиболее крупных пауков), а иногда и всех крупных пауков любого вида. В связи с этим часто возникает путаница при переводе текстов. В современной биологической систематике таксоны «тарантулы» и «птицееды» не пересекаются; птицееды относятся к мигаломорфным паукам, а тарантулы — к аранеоморфным.

## Наиболее известные виды

### Апулийский тарантул
Самым выдающимся и известным всему миру видом является апулийский тарантул.
Сравнительно большой вид длиной 60 мм. Распространён в городе Таранто, Италия, откуда и произошло название. Апулийский тарантул — один из видов, живущих в вертикальных норках. Он получил свою известность из-за того, что в средние века считали, что его укус вызывает безумие. О нём складывали легенды, передаваемые из поколения в поколение, и с ним связывали возникновение различных эпидемических болезней. В настоящее время доказано, что яд этого вида для человека не опасен. В Италии верили, что укус тарантула очень опасен, и даже придумали лекарство против яда: надо было плясать до скончания сил, так появился танец тарантелла.

### Южнорусский тарантул
На территории России, Украины и Беларуси обитает южнорусский тарантул. Длина тела от 25 до 35 мм, норы глубиной до 50—60 см. Ведет ночной образ жизни, неагрессивен.

## Виды
В роде тарантулов 221 вид:
1. Lycosa abnormis
2. Lycosa accurata
3. Lycosa adusta
4. Lycosa affinis
5. Lycosa anclata
6. Lycosa apacha
7. Lycosa approximata
8. Lycosa aragogi
9. Lycosa arambagensis
10. Lycosa ariadnae
11. Lycosa articulata
12. Lycosa artigasi
13. Lycosa asiatica
14. Lycosa aurea
15. Lycosa auroguttata
16. Lycosa australicola
17. Lycosa australis
18. Lycosa balaramai
19. Lycosa barnesi
20. Lycosa baulnyi
21. Lycosa bedeli
22. Lycosa beihaiensis
23. Lycosa bezzii
24. Lycosa bhatnagari
25. Lycosa biolleyi
26. Lycosa bistriata
27. Lycosa boninensis
28. Lycosa bonneti
29. Lycosa brunnea
30. Lycosa caenosa
31. Lycosa canescens
32. Lycosa capensis
33. Lycosa carbonelli
34. Lycosa carmichaeli
35. Lycosa cerrofloresiana
36. Lycosa chaperi
37. Lycosa choudhuryi
38. Lycosa cingara
39. Lycosa clarissa
40. Lycosa coelestis
41. Lycosa connexa
42. Lycosa contestata
43. Lycosa corallina
44. Lycosa coreana
45. Lycosa cowlei
46. Lycosa cretacea
47. Lycosa dacica
48. Lycosa danjiangensis
49. Lycosa dilatata
50. Lycosa dimota
51. Lycosa discolor
52. Lycosa elysae
53. Lycosa emuncta
54. Lycosa erjianensis
55. Lycosa erythrognatha
56. Lycosa eutypa
57. Lycosa falconensis
58. Lycosa fasciiventris
59. Lycosa fernandezi
60. Lycosa ferriculosa
61. Lycosa formosana
62. Lycosa frigens
63. Lycosa fuscana
64. Lycosa futilis
65. Lycosa geotubalis
66. Lycosa gibsoni
67. Lycosa gigantea
68. Lycosa gilberta
69. Lycosa gobiensis
70. Lycosa godeffroyi
71. Lycosa goliathus
72. Lycosa grahami
73. Lycosa guayaquiliana
74. Lycosa hickmani
75. Lycosa hildegardae
76. Lycosa hispanica
77. Lycosa horrida
78. Lycosa howarthi
79. Lycosa illicita
80. Lycosa immanis
81. Lycosa impavida
82. Lycosa implacida
83. Lycosa indagatrix
84. Lycosa indomita
85. Lycosa infesta
86. Lycosa injusta
87. Lycosa innocua
88. Lycosa inornata
89. Lycosa insulana
90. Lycosa insularis
91. Lycosa intermedialis
92. Lycosa interstitialis
93. Lycosa inviolata
94. Lycosa iranii
95. Lycosa ishikariana
96. Lycosa isolata
97. Lycosa jagadalpurensis
98. Lycosa kempi
99. Lycosa koyuga
100. Lycosa labialis
101. Lycosa labialisoides
102. Lycosa laeta
103. Lycosa lambai
104. Lycosa langei
105. Lycosa lativulva
106. Lycosa lebakensis
107. Lycosa leuckarti
108. Lycosa leucogastra
109. Lycosa leucophaeoides
110. Lycosa leucophthalma
111. Lycosa leucotaeniata
112. Lycosa liliputana
113. Lycosa longivulva
114. Lycosa mackenziei
115. Lycosa maculata
116. Lycosa madagascariensis
117. Lycosa madani
118. Lycosa magallanica
119. Lycosa magnifica
120. Lycosa mahabaleshwarensis
121. Lycosa masteri
122. Lycosa matusitai
123. Lycosa maya
124. Lycosa mexicana
125. Lycosa minae
126. Lycosa molyneuxi
127. Lycosa mordax
128. Lycosa moulmeinensis
129. Lycosa mukana
130. Lycosa munieri
131. Lycosa muntea
132. Lycosa musgravei
133. Lycosa niceforoi
134. Lycosa nigricans
135. Lycosa nigromarmorata
136. Lycosa nigropunctata
137. Lycosa nigrotaeniata
138. Lycosa nigrotibialis
139. Lycosa nilotica
140. Lycosa nordenskjoldi
141. Lycosa oculata
142. Lycosa ovalata
143. Lycosa pachana
144. Lycosa palliata
145. Lycosa pampeana
146. Lycosa paranensis
147. Lycosa parvipudens
148. Lycosa patagonica
149. Lycosa pavlovi
150. Lycosa perkinsi
151. Lycosa perspicua
152. Lycosa philadelphiana
153. Lycosa phipsoni
154. Lycosa pia
155. Lycosa pictipes
156. Lycosa pictula
157. Lycosa pintoi
158. Lycosa piochardi
159. Lycosa poliostoma
160. Lycosa poonaensis
161. Lycosa porteri
162. Lycosa praegrandis
163. Lycosa praestans
164. Lycosa proletarioides
165. Lycosa prolifica
166. Lycosa pulchella
167. Lycosa punctiventralis
168. Lycosa quadrimaculata
169. Lycosa rimicola
170. Lycosa ringens
171. Lycosa rostrata
172. Lycosa rufisterna
173. Lycosa russea
174. Lycosa sabulosa
175. Lycosa salifodina
176. Lycosa salvadorensis
177. Lycosa separata
178. Lycosa septembris
179. Lycosa sericovittata
180. Lycosa serranoa
181. Lycosa shahapuraensis
182. Lycosa shaktae
183. Lycosa shansia
184. Lycosa shillongensis
185. Lycosa signata
186. Lycosa signiventris
187. Lycosa sigridae
188. Lycosa similis
189. Lycosa singoriensis — Южнорусский тарантул
190. Lycosa sochoi
191. Lycosa storeniformis
192. Lycosa subfusca
193. Lycosa suboculata
194. Lycosa suzukii
195. Lycosa sylvatica
196. Lycosa tarantula — Апулийский тарантул
197. Lycosa tarantuloides
198. Lycosa tasmanicola
199. Lycosa teranganicola
200. Lycosa terrestris
201. Lycosa tetrophthalma
202. Lycosa thoracica
203. Lycosa thorelli
204. Lycosa tista
205. Lycosa transversa
206. Lycosa trichopus
207. Lycosa tula
208. Lycosa u-album
209. Lycosa vachoni
210. Lycosa vellutina
211. Lycosa ventralis
212. Lycosa vittata
213. Lycosa wadaiensis
214. Lycosa wangi
215. Lycosa woonda
216. Lycosa wroughtoni
217. Lycosa wulsini
218. Lycosa yalkara
219. Lycosa yerburyi
220. Lycosa yizhangensis
221. Lycosa yunnanensis